# Morlancourt British Cemetery No.1
Morlancourt British Cemetery No.1 is een Britse militaire begraafplaats met gesneuvelden uit de Eerste Wereldoorlog, gelegen in het Franse dorp Morlancourt in het departement (Somme). De begraafplaats werd ontworpen door Arthur Hutton en ligt in het veld op ruim 400 m ten westen van het dorpscentrum (Église Sainte Marie-Madeleine). Via een landweg en de Morlancourt British Cemetery No.2 leidt een pad van ongeveer 400 m naar de begraafplaats. Ze heeft een langwerpig grondplan en wordt omsloten door een muur van gekloven keien afgedekt met natuurstenen blokken. De zuidwestelijke lange muur heeft een stompe naar buiten gerichte hoek waarin op een hoge sokkel het Cross of Sacrifice staat. Een metalen hekje tussen massieve witte stenen sokkels vormt de toegang.  
Er liggen 75 gesneuvelden begraven waaronder 4 niet geïdentificeerde.
De begraafplaats wordt onderhouden door de Commonwealth War Graves Commission.

## Geschiedenis
Het dorp was in 1916 een rustige plaats waar veldhospitalen waren gevestigd. Aan het einde van maart 1918 werd het door de Duitse troepen tijdens hun lenteoffensief ingenomen. Lokale operaties in mei en juni brachten de geallieerde linie dichterbij, maar het dorp bleef tot 9 augustus in Duitse handen. Toen werd het door het 1/1st Cambridgeshire Regiment en tankeenheden ingenomen. De begraafplaats werd in juni en juli 1916 door de daar gelegerde veldhospitalen aangelegd. In 1926 werd het graf van een gesneuvelde van september 1915 die begraven was in de gemeentelijke begraafplaats naar hier overgebracht. 
Onder geïdentificeerde doden zijn er 70 Britten en 1 Indiër.

### Minderjarige militair
- Alfred Victor Spurrier, kanonnier bij de Royal Field Artillery was 17 jaar toen hij op 21 juli 1916 sneuvelde.